# Megaselia evogliensis
Megaselia evogliensis (лат.) — вид мелких мух-горбаток рода Megaselia из подсемейства Metopininae (двукрылые горбатки). Эндемик Ирана.

## Распространение
Центральная Азия, Иран (провинция Западный Азербайджан, Khoy city, Evogli region, 38°42.436’N, 45°12.246’E, высота 968 м).

## Описание
Мелкие мухи длиной около 1 мм (крылья до 1,6 мм). Лоб с миротрихиями. Щека с 4 щетинками. Голени и бёдра коричневые. Грудь коричневая с 3 нотоплевральными щетинками, без расщелины перед ними. Брюшко сверху коричневое (снизу серое), с многочисленными волосками. Вид был впервые описан в 2019 году иранскими энтомологами Р. Н. Хамени с коллегами (Khameneh R. N., S. Khaghaninia, N. Maleki-Ravasan; University of Tabriz, Тебриз, Иран) и британским диптерологом Генри Диснеем (R. Henry L. Disney; Department of Zoology, Кембриджский университет, Кембридж, Великобритания). Видовое название дано по имени места обнаружения (Evogli).